# Хайнрих XI (Глогов)
Хайнрих XI фон Глогов (на полски: Henryk XI Głogowski; на немски: Heinrich XI von Glogau; * ок. 1429 до 1435; † 22 февруари 1476) от силезийските Пясти, е от 1469 до 1476 г. херцог на Глогов и Кросен. С него изчезва директната линия на силезийските Пясти.

## Живот
Той е единственият син и наследник на херцог Хайнрих IX фон Глогов († 1467) и Хедвиг († 1447/53), дъщеря на херцог Конрад III фон Оелс.
Хайнрих XI e сгоден и се жени на 11 октомври 1472 г. в Берлин над 40 години за осемгодишната принцеса Барбара фон Бранденбург (1464 – 1515), шестата дъщеря на Албрехт Ахилес (1414 – 1486), курфюрст на Бранденбург, и втората му съпруга Анна Саксонска. Само след четири години той умира. В завещанието си той определил съпругата си за негова наследничка, което води през 1476 г. до наследствена война, която завършва на 20 септември 1482 г. с мир в Каменц.
Дванадестгодишната водивица Барбара фон Бранденбург се омъжва след шест месеца на 20 август 1476 г. per procurationem за крал Владислав II Ягелонски от Бохемия (1456 – 1516). Заради войната тя не може да отиде при него. Те се развеждат през 1500 г.